# Raban von Hörde
Raban von Hörde (* vor 1540; † 20. Januar 1575 in Paderborn) war Dompropst im Domkapitel Münster.

## Leben

### Herkunft und Familie
Raban von Hörde wurde als Sohn des Franz von Hörde zu Boke und der Anna von Hoberg geboren und entstammte dem uralten westfälischen Adelsgeschlecht von Hörde. Seine beiden Söhne Johann und Jost sowie die Tochter Leneken stammten aus dem Konkubinat, in dem er lebte.

### Wirken
Nach dem Amtsverzicht des Dompropstes Jobst von der Recke erhielt Raban (auch Rave oder Rabe genannt) am 18. April 1554 vom Papst Julius III. ein Domkanonikat in Münster. Im Bistum Paderborn war er Domherr und Domscholaster. Bischof Bernhard von Raesfeld verlieh ihm 1558 nach dem Tod des Vorgängers Herbord de Baer das Vizedominikat. Das Archidiakonat in Bork erhielt er am 13. August 1565 und die Obedienz in Hiddingsel am 18. Februar 1570.
Seine Wahl zum Dompropst fiel auf den 23. September 1569. Bischof Johann II. von Hoya bestätigte diese Wahl am 4. November 1569. Wegen der Doppelfunktion als Dompropst und Domscholaster in Paderborn räumte ihm das Domkapitel am 24. Oktober 1569 bestimmte Freiheiten (u. a. Residenzpflicht) ein. Diese Entscheidung wurde am 4. November 1569 vom Bischof bestätigt.
Raban machte am 15. Januar 1575 sein Testament und legte als Bedingung darin fest, dass er im Dom zu Paderborn beerdigt werde.